# Rostkindad myrpitta
Rostkindad myrpitta (Grallaria erythrotis) är en fågel i familjen myrpittor inom ordningen tättingar.

## Utbredning och systematik
Fågeln förekommer i yungas i västra Bolivia (La Paz, Cochabamba och Santa Cruz). Den behandlas som monotypisk, det vill säga att den inte delas in i några underarter.

## Status
IUCN kategoriserar arten som livskraftig.